# Hermann Winner
Hermann Winner (* 1955 in Bersenbrück) ist ein deutscher Physiker und Professor im Fachbereich Maschinenbau der Technischen Universität Darmstadt.

## Leben und Wirken
Nach dem Abitur 1975 studierte Winner ab 1976 Physik an der Universität Münster. 1981 schloss er sein Studium als Diplomphysiker ab. Anschließend arbeitete er als wissenschaftlicher Assistent am Institut für Angewandte Physik der Universität Münster. Dort promovierte er 1987 mit der Arbeit  Dynamik der Domänenwände in metallischen Ferromagnetika zum Dr. rer. nat. In der Folge arbeitete er von 1987 bis 2001 bei der Robert Bosch GmbH in Karlsruhe, später in Schwieberdingen. Von 2002 bis Herbst 2021 war er Inhaber des Lehrstuhls für Fahrzeugtechnik der TU Darmstadt sowie Leiter des dortigen Fachgebiets Fahrzeugtechnik (FZD) im Fachbereich Maschinenbau. Ab 2012 war Winner zudem Mitglied im Wissenschaftlichen Beirat des Bundesministeriums für Verkehr und digitale Infrastruktur sowie ab 2013 im Wissenschaftlichen Beirat der Deutschen Verkehrswacht. Außerdem wurde ihm 2012 der IEEE-ITS Institutional Award (For Institutional Leadership in Research and System Engineering for Advanced Driver Assistance and Safety) verliehen.
Am 24. September 2021 hielt Herman Winner seine Abschiedsvorlesung an der TU Darmstadt.
Hermann Winner hat zudem über 100 Patentanmeldungen auf dem Gebiet der Fahrzeugtechnik vorzuweisen.

## Veröffentlichungen (Auswahl)
- Hermann Winner et al.: Objektive Erkennung kritischer Fahrsituationen von Motorrädern, Wirtschaftsverlag N. W. Verlag für neue Wissenschaft, 2009, ISBN 978-3-865099440
- Hermann Winner et al.: Handbuch Fahrerassistenzsysteme, Vieweg & Teubner, 2011, ISBN 978-3-834886194
- Hermann Winner et al.: Absicherungsstrategien für Fahrerassistenzsysteme mit Umfeldwahrnehmung, Wirtschaftsverlag NW, 2014, ISBN 978-3-956061189
- Hermann Winner et al.: Always online im Fahrzeug – aber sicher!, Ergonomia, 2015, ISBN 978-3-935089289
- Hermann Winner et al.: Automotive Systems Engineering, Springer Berlin, 2015, ISBN 978-3-642437854
- Hermann Winner et al.: Autonomes Fahren, Springer Berlin, 2015, ISBN 978-3-662458532
- Hermann Winner et al.: Handbook of Driver Assistance Systems, Springer International Publishing, 2015, ISBN 978-3-319123530
- Hermann Winner et al.: Automotive Systems Engineering II, Springer International Publishing, 2017, ISBN 978-3-319616056